# Chérizet
Chérizet is een gemeente in het Franse departement Saône-et-Loire (regio Bourgogne-Franche-Comté) en telt 32 inwoners (2009). De plaats maakt deel uit van het arrondissement Mâcon.

## Geografie
De oppervlakte van Chérizet bedraagt 2,9 km², de bevolkingsdichtheid is dus 11 inwoners per km².
De onderstaande kaart toont de ligging van Chérizet met de belangrijkste infrastructuur en aangrenzende gemeenten.

## Demografie
Onderstaande figuur toont het verloop van het inwonertal (bron: INSEE-tellingen).